# It's a Man's Man's Man's World
It's a Man's Man's Man's World è un brano musicale composto da James Brown e Betty Jean Newsome, registrato il 16 febbraio 1966 a New York.

## Cover
- Gli MC5 realizzarono nel 1970 una cover del brano, che venne inserita nel loro album live Teen Age Lust.
- I Grateful Dead realizzarono una cover nell'Aprile del 1970.
- Nel 1983 gli Grand Funk Railroad inserirono una cover del brano nell'album What's Funk?.
- Il gruppo The Residents registrò una cover del brano per la promozione dell'album George and James del 1984, ma la cover non fu inserita nella tracklist dell'album.
- Van Morrison inserì una versione live del brano nel suo album A Night in San Francisco del 1994.
- Cher inserì una cover del brano nell'album It's a Man's World del 1995.
- La rock band Mountain realizzò una cover dal titolo This Is a Man's World che fu inclusa nell'album Man's World del 1996.
- Nel 2003 Joss Stone registrò una cover del brano per il suo album di debutto The Soul Sessions.
- Tom Jones registrò una versione del brano per il suo album The Soul of Tom Jones del 2006.
- Etta James inserì una cover nell'album All the Way del 2006.
- Christina Aguilera si esibì in una nuova versione del brano ai Grammy Awards del 2007; l'esibizione fu inserita al terzo posto delle più memorabili dei Grammy.[1]
- Seal registrò la canzone nel suo album del 2008 Soul.
- Juliet Simms interpretò la canzone nello show The voice, edizione 2012.
- Nel 1998 il chitarrista Dave Meniketti utilizzò la canzone come brano d'apertura del suo disco solista "On the blue side".
- Nel 2010 l'attrice Dianna Agron ha eseguito una cover della canzone nel ventunesimo episodio della prima stagione della serie televisiva statunitense Glee.
- Nel 2016 la versione di Joss Stone viene utilizzata per una pubblicità Vodafone per la Festa della Donna.
- Nel 2024, L'artista britannica RAYE ha eseguito e successivamente pubblicato una versione dal vivo della canzone dalla sua performance al Montreux Jazz Festival.

## Versioni italiane
Esistono tre differenti versioni italiane di It's a Man's Man's Man's World.
Nel 1966 fu incisa da Lucio Dalla una prima versione in italiano con il titolo di Mondo di uomini che fu inserita nel suo primo album 1999. Il testo di questa versione fu scritto da Sergio Bardotti e Luigi Tenco. L'album non ebbe alcun riscontro di vendite e fu riedito nel 1989 come rarità discografica.
Nel 1967 Nino Ferrer pubblicò il 45 giri La pelle nera/Se mi vuoi sempre bene il cui lato B Se mi vuoi sempre bene è un'altra cover in italiano di It's a Man's Man's Man's World. Il testo italiano di questa versione è di Daniele Pace. Il brano fu incluso nel 1969 nell'album Agostino Ferrari ovvero Nino Ferrer. Per un errore editoriale mentre sul 45 giri originale le informazioni sono corrette, nell'album Agostino Ferrari ovvero Nino Ferrer sono stati riportati come autori Bardotti e Tenco, scrittori della versione di Dalla, al posto del vero autore Daniele Pace.
Sempre nel 1967 I Camaleonti pubblicarono un 45 giri Ora ho capito/Senza di te che farò (Kansas, DM 1036) il cui lato B Senza di te che farò è un'altra cover in italiano di It's a Man's Man's Man's World. Il testo italiano di questa versione è di Luigi Menegazzi. Il brano fu incluso nell'album Portami tante rose (Kansas, DMK 008).